# Ogasawara (subprefectuur)

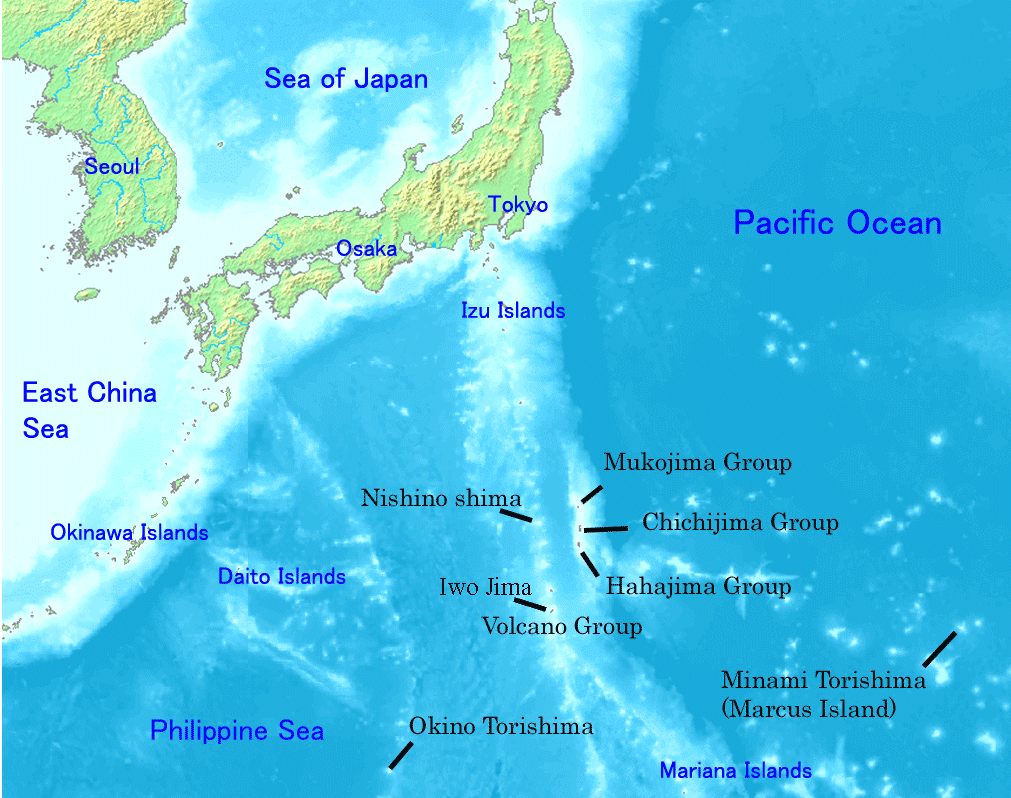
Ogasawara-eilanden

Ogasawara (Japans: 小笠原支庁, Ogasawara-shichō) is een subprefectuur van de prefectuur Tokio, Japan.
Ogasawara heeft een oppervlakte van 104,41 km² en een bevolking van ongeveer 2715 inwoners (1 april 2008). De subprefectuur staat onder de bevoegdheid van het Overheidsbureau voor Algemene Zaken van de prefectuur Tokio (東京都総務局, Tōkyō-to sōmu kyoku ; Engels: Tokyo Metropolitan Government Bureau Of General Affairs). De subprefectuur bevindt zich op de Ogasawara-eilanden.
Er bevindt zich een dorp in de subprefectuur:
- Ogasawara

## Geschiedenis
- 1876: De Ogasawara-eilanden worden een deel van het Japanse Keizerrijk
- 1880: Ogasawara komen onder de bevoegdheid van de prefectuur Tokio (東京府, Tōkyō-fu)
- 1886: Oprichting van het Eilandsecretariaat Ogasawara (Ogasawara-tocho)
- 1926: Ogasawara-tocho wordt omgevormd tot een subprefectuur
- 1945: Amerikaans militair bewind
- 1952: Afschaffing van de subprefectuur Ogasawara
- 1968: De bewoners krijgen het recht om terug te keren. De subprefectuur Ogasawara wordt heropgericht.